# Bosc-Hyons
Pour les articles homonymes, voir Bosc.
Bosc-Hyons est une commune française située dans le département de la Seine-Maritime en région Normandie.

## Géographie
| Beauvoir-en-Lyons |            | Avesnes-en-Bray |
|                   | Bosc-Hyons |                 |
| Bézancourt        | Montroty   | Montroty        |

La commune est située dans le pays de Bray.

### Hydrographie
La commune est située dans le bassin Seine-Normandie. Elle n'est drainée par aucun cours d'eau,.

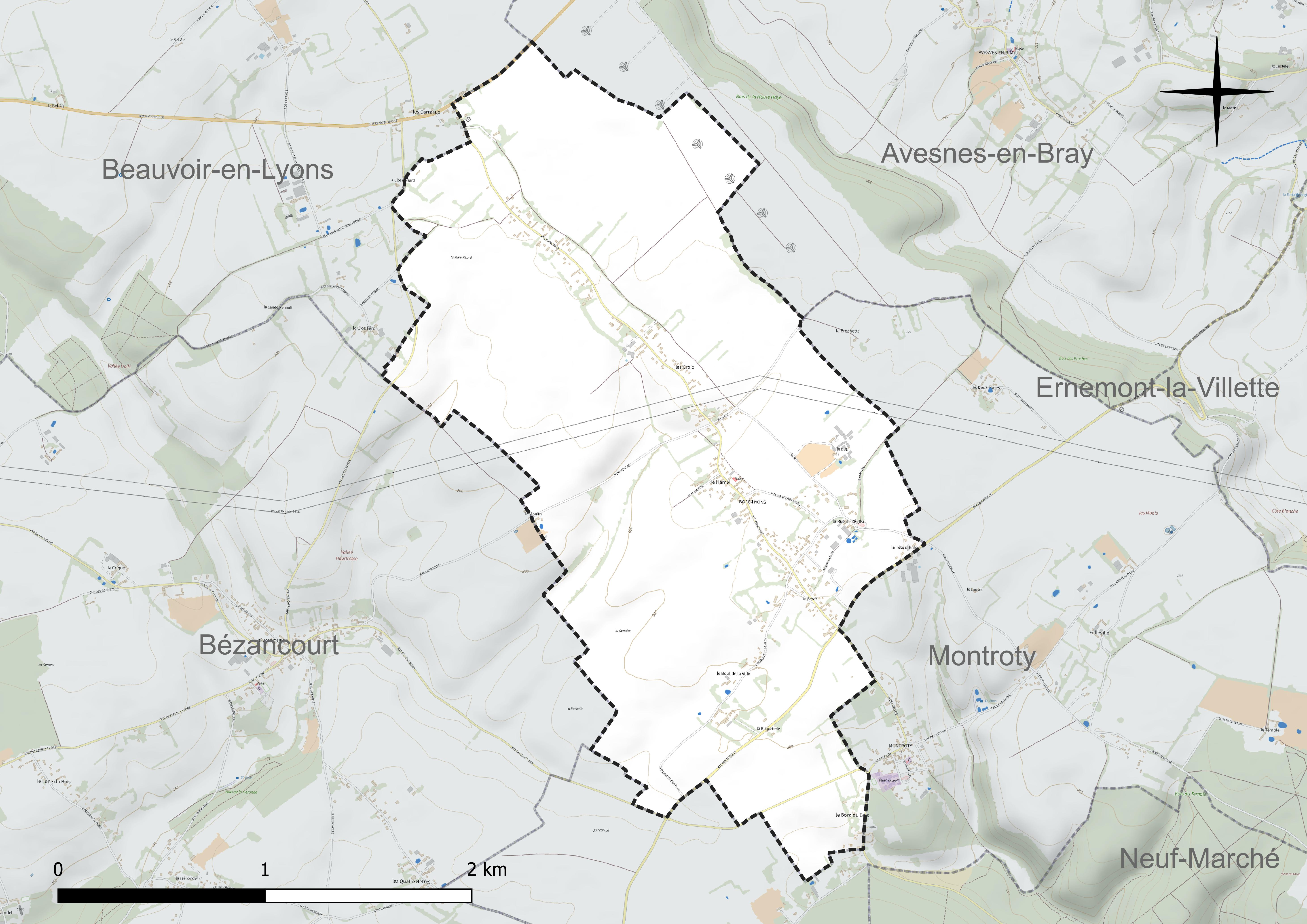
Réseau hydrographique de Bosc-Hyons.

### Climat
Pour des articles plus généraux, voir Climat de la Normandie et Climat de la Seine-Maritime.
En 2010, le climat de la commune est de type climat océanique dégradé des plaines du Centre et du Nord, selon une étude du CNRS s'appuyant sur une série de données couvrant la période 1971-2000. En 2020, Météo-France publie une typologie des climats de la France métropolitaine dans laquelle la commune est exposée à un climat océanique et est dans la région climatique Côtes de la Manche orientale, caractérisée par un faible ensoleillement (1 550 h/an) ; forte humidité de l’air (plus de 20 h/jour avec humidité relative > 80 % en hiver), vents forts fréquents. Parallèlement le GIEC normand, un groupe régional d’experts sur le climat, différencie quant à lui, dans une étude de 2020, trois grands types de climats pour la région Normandie, nuancés à une échelle plus fine par les facteurs géographiques locaux. La commune est, selon ce zonage, exposée à un « climat contrasté des collines », correspondant au Pays de Bray, bien arrosé et frais.
Pour la période 1971-2000, la température annuelle moyenne est de 9,8 °C, avec une amplitude thermique annuelle de 13,8 °C. Le cumul annuel moyen de précipitations est de 846 mm, avec 12,6 jours de précipitations en janvier et 8,8 jours en juillet. Pour la période 1991-2020, la température moyenne annuelle observée sur la station météorologique la plus proche, située sur la commune d'Étrépagny à 16 km à vol d'oiseau, est de 11,3 °C et le cumul annuel moyen de précipitations est de 774,0 mm,. Pour l'avenir, les paramètres climatiques de la commune estimés pour 2050 selon différents scénarios d’émission de gaz à effet de serre sont consultables sur un site dédié publié par Météo-France en novembre 2022.

## Urbanisme

### Typologie
Au 1er janvier 2024, Bosc-Hyons est catégorisée commune rurale à habitat dispersé, selon la nouvelle grille communale de densité à sept niveaux définie par l'Insee en 2022.
Elle est située hors unité urbaine. Par ailleurs la commune fait partie de l'aire d'attraction de Gournay-en-Bray, dont elle est une commune de la couronne,. Cette aire, qui regroupe 21 communes, est catégorisée dans les aires de moins de 50 000 habitants,.

### Occupation des sols
L'occupation des sols de la commune, telle qu'elle ressort de la base de données européenne d’occupation biophysique des sols Corine Land Cover (CLC), est marquée par l'importance des territoires agricoles (90,2 % en 2018), en diminution par rapport à 1990 (100 %). La répartition détaillée en 2018 est la suivante : 
terres arables (70,2 %), prairies (19,1 %), zones urbanisées (9,8 %), zones agricoles hétérogènes (1 %). L'évolution de l’occupation des sols de la commune et de ses infrastructures peut être observée sur les différentes représentations cartographiques du territoire : la carte de Cassini (XVIIIe siècle), la carte d'état-major (1820-1866) et les cartes ou photos aériennes de l'IGN pour la période actuelle (1950 à aujourd'hui).

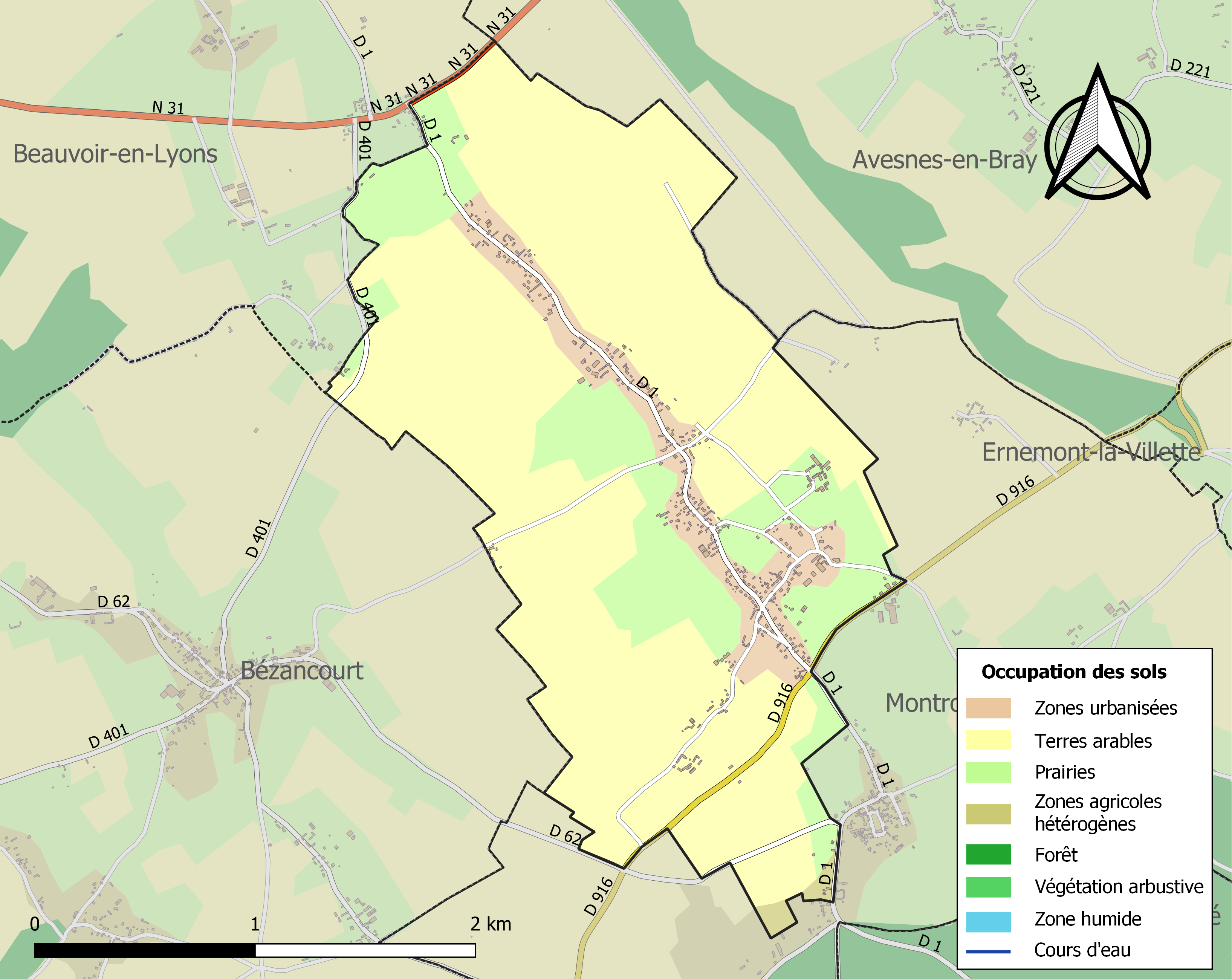
Carte des infrastructures et de l'occupation des sols de la commune en 2018 (CLC).

## Toponymie
Bosc-Hyons est attesté sous les formes latinisées Hugonis silva vers 1080, Boscum Hugonis en 1165-1183.
L'élément bosc représente la forme régionale de bois. Quant à Hyon[s], il s'agit du cas régime de l'anthroponyme Hue (cas sujet), forme régionale de Hugues. On retrouve ce nom de personne au cas régime dans les anciens prénoms et noms de familles Yon, Huon et Hyon. Bosc-Hyons signifie donc « le bois de Hue ». Cet Hue (« Hyons ») est peut-être un des seigneurs nommés Hue de Gournay, dont le plus ancien serait Hugues Ier de Gournay.
Ce toponyme s'écrivait Boschyons avant 1953.
Bosc-Hyons se prononce traditionnellement « bô yon » sans articuler ni le s, ni le c devenus, à ce titre, purement graphiques.
Homonymie avec le Boshion (Eure, Bosco Hugonis en 1196), ancienne commune rattachée à Orvaux en 1809 et située dans le pays d'Ouche.

## Histoire
Des archives du XVIIIe siècle laissent supposer l’existence d’une abbaye bénédictine[réf. nécessaire], rattachée à la chartreuse de Gaillon, et d’une léproserie. Progressivement les seigneuries locales vont s’émanciper. Le château de Bosc-Hyons situé à Beauvoir-en-Lyons, a appartenu à de grandes familles du pays de Bray dont les Le Vaillant du Buisson, gentilshommes verriers.

## Politique et administration
| Période                                  | Période                    | Identité                             | Étiquette | Qualité                                                    |
| ---------------------------------------- | -------------------------- | ------------------------------------ | --------- | ---------------------------------------------------------- |
| Les données manquantes sont à compléter. |                            |                                      |           |                                                            |
| vers 1830                                | après 1841                 | Louis Urbain Carré de la Paumardière |           | Propriétaire                                               |
| 1866                                     | 1889                       | Louis Desjardin                      |           |                                                            |
| 1889                                     | mai 1912                   | Onésime Delamare                     |           |                                                            |
| mai 1912                                 | décembre 1919              | Eugene Videcoq                       |           |                                                            |
| décembre 1919                            | mai 1945                   | Alphonse Boutigny                    |           |                                                            |
| 1946                                     | 1952                       | François Pohier                      |           |                                                            |
| 1952                                     | 1964                       | Marcel Langlois                      |           |                                                            |
| 1964                                     | juin 1995                  | Ambroise Cauchy                      |           |                                                            |
| juin 1995                                | 2014                       | Michel Fisset                        |           |                                                            |
| 2014                                     | En cours (au 10 août 2020) | Yves Quesney                         |           | Entrepreneur à la retraite Réélu pour le mandat 2020-2026, |

## Démographie
L'évolution du nombre d'habitants est connue à travers les recensements de la population effectués dans la commune depuis 1793. Pour les communes de moins de 10 000 habitants, une enquête de recensement portant sur toute la population est réalisée tous les cinq ans, les populations de référence des années intermédiaires étant quant à elles estimées par interpolation ou extrapolation. Pour la commune, le premier recensement exhaustif entrant dans le cadre du nouveau dispositif a été réalisé en 2007.

En 2022, la commune comptait 420 habitants, en évolution de −1,87 % par rapport à 2016 (Seine-Maritime : +0,35 %, France hors Mayotte : +2,11 %).
| 1793 | 1800 | 1806 | 1821 | 1831 | 1836 | 1841 | 1846 | 1851 |
| ---- | ---- | ---- | ---- | ---- | ---- | ---- | ---- | ---- |
| 660  | 588  | 631  | 529  | 579  | 588  | 545  | 512  | 475  |

| 1856 | 1861 | 1866 | 1872 | 1876 | 1881 | 1886 | 1891 | 1896 |
| ---- | ---- | ---- | ---- | ---- | ---- | ---- | ---- | ---- |
| 413  | 433  | 424  | 379  | 383  | 375  | 389  | 330  | 325  |

| 1901 | 1906 | 1911 | 1921 | 1926 | 1931 | 1936 | 1946 | 1954 |
| ---- | ---- | ---- | ---- | ---- | ---- | ---- | ---- | ---- |
| 303  | 294  | 286  | 237  | 256  | 220  | 230  | 260  | 268  |

| 1962 | 1968 | 1975 | 1982 | 1990 | 1999 | 2006 | 2007 | 2012 |
| ---- | ---- | ---- | ---- | ---- | ---- | ---- | ---- | ---- |
| 245  | 187  | 216  | 225  | 287  | 311  | 360  | 367  | 421  |

| 2017 | 2022 | - | - | - | - | - | - | - |
| ---- | ---- | - | - | - | - | - | - | - |
| 419  | 420  | - | - | - | - | - | - | - |

## Culture locale et patrimoine

### Lieux et monuments
- L’église Saint-Michel du XIIe siècle, de grès et de silex.
- Le calvaire du XVIe siècle.
- Le manoir du Buc du XVIe siècle (propriété privée appelée communément « le château » par les habitants) qui est appelé aussi « du Busc » ou encore « du Bus » dans les vieux papiers.